# Ken Flach
Ken Flach, all'anagrafe Kenneth Eliot Flach (Saint Louis, 24 maggio 1963 – San Francisco, 12 marzo 2018), è stato un tennista statunitense.

## Carriera
Tennista specializzato nel doppio, in questa specialità ha raggiunto ben sei finali nei tornei del Grande Slam, quattro agli US Open e due a Wimbledon. Di queste perde solo gli US Open 1987 e 1989.

La prima finale la raggiunge agli US Open 1985 insieme al connazionale Robert Seguso ed hanno la meglio sul team francese formato da Henri Leconte e Yannick Noah per 6(5)–7, 7–6(1), 7–6(6), 6–0.

Nel 1987 arriva la prima finale a Wimbledon dove, sempre assieme a Seguso, superano gli spagnoli Sergio Casal e Emilio Sánchez Vicario in cinque set. Pochi mesi dopo agli US Open arriva la prima finale dello Slam persa, per mano di Stefan Edberg e Anders Järryd.

A Wimbledon 1988 riescono a difendere il titolo dell'anno precedente sconfiggendo in finale John Fitzgerald e Anders Järryd, nella stessa stagione la coppia Flach-Seguso partecipa alle Olimpiadi di Seul. Raggiungono la finale dove superano la coppia spagnola e testa di serie numero due formata da Sergio Casal ed Emilio Sánchez in un match conclusosi solo al quinto set per 9-7, riescono così a conquistare la medaglia d'oro.

Nel 1989 arrivano in finale agli US Open ma vengono sconfitti da John McEnroe e Mark Woodforde, Flach si ripresenta a New York quattro anni dopo insieme a Rick Leach e ottiene il suo quarto ed ultimo titolo nel doppio maschile.

Chiude la carriera con trentaquattro titoli vinti nel doppio e la testa della classifica raggiunta per la prima volta nell'ottobre 1985 e mantenuta per quattro settimane.

Ha conquistato due titoli del Grande Slam anche nel doppio misto, entrambi nel 1986 (all'Open di Francia e poi a Wimbledon) insieme a Kathy Jordan.
Ken Flach è morto nel marzo 2018 per le complicazioni di una polmonite. Era sposato con una truccatrice.

## Finali nei tornei del Grande Slam

### Doppio

#### Vittorie (4)
| Anno | Torneo                | Superficie | Compagno      | Avversari in finale                 | Punteggio                     |
| 1985 | US Open, New York     | Cemento    | Robert Seguso | Henri Leconte Yannick Noah          | 6(5)–7, 7–6(1), 7–6(6), 6–0   |
| 1987 | Wimbledon, Londra     | Erba       | Robert Seguso | Sergio Casal Emilio Sánchez Vicario | 3–6, 6(6)–7, 7–6(3), 6–1, 6–4 |
| 1988 | Wimbledon, Londra (2) | Erba       | Robert Seguso | John Fitzgerald Anders Järryd       | 6–4, 2–6, 6–4, 7–6(3)         |
| 1993 | US Open, New York (2) | Cemento    | Rick Leach    | Martin Damm Karel Nováček           | 6(3)–7, 6–4, 6–2              |

#### Finale perse (2)
| Anno | Torneo            | Superficie | Compagno      | Avversari in finale         | Punteggio                     |
| 1987 | US Open, New York | Cemento    | Robert Seguso | Stefan Edberg Anders Järryd | 6(1)–7, 2–6, 6–4, 7–5, 6(2)–7 |
| 1989 | US Open, New York | Cemento    | Robert Seguso | John McEnroe Mark Woodforde | 4–6, 6–4, 3–6, 3–6            |

### Doppio misto

#### Vittorie (2)
| Anno | Torneo                | Superficie  | Compagna     | Avversari in finale                 | Punteggio        |
| 1986 | Roland Garros, Parigi | Terra rossa | Kathy Jordan | Rosalyn Fairbank Mark Edmondson     | 3–6, 7–6(3), 6–3 |
| 1986 | Wimbledon, Londra     | Erba        | Kathy Jordan | Martina Navrátilová Heinz Günthardt | 6–3, 7–6(7)      |